# Station Berlaimont
Station Berlaimont is een spoorwegstation in de Franse gemeente Berlaimont.

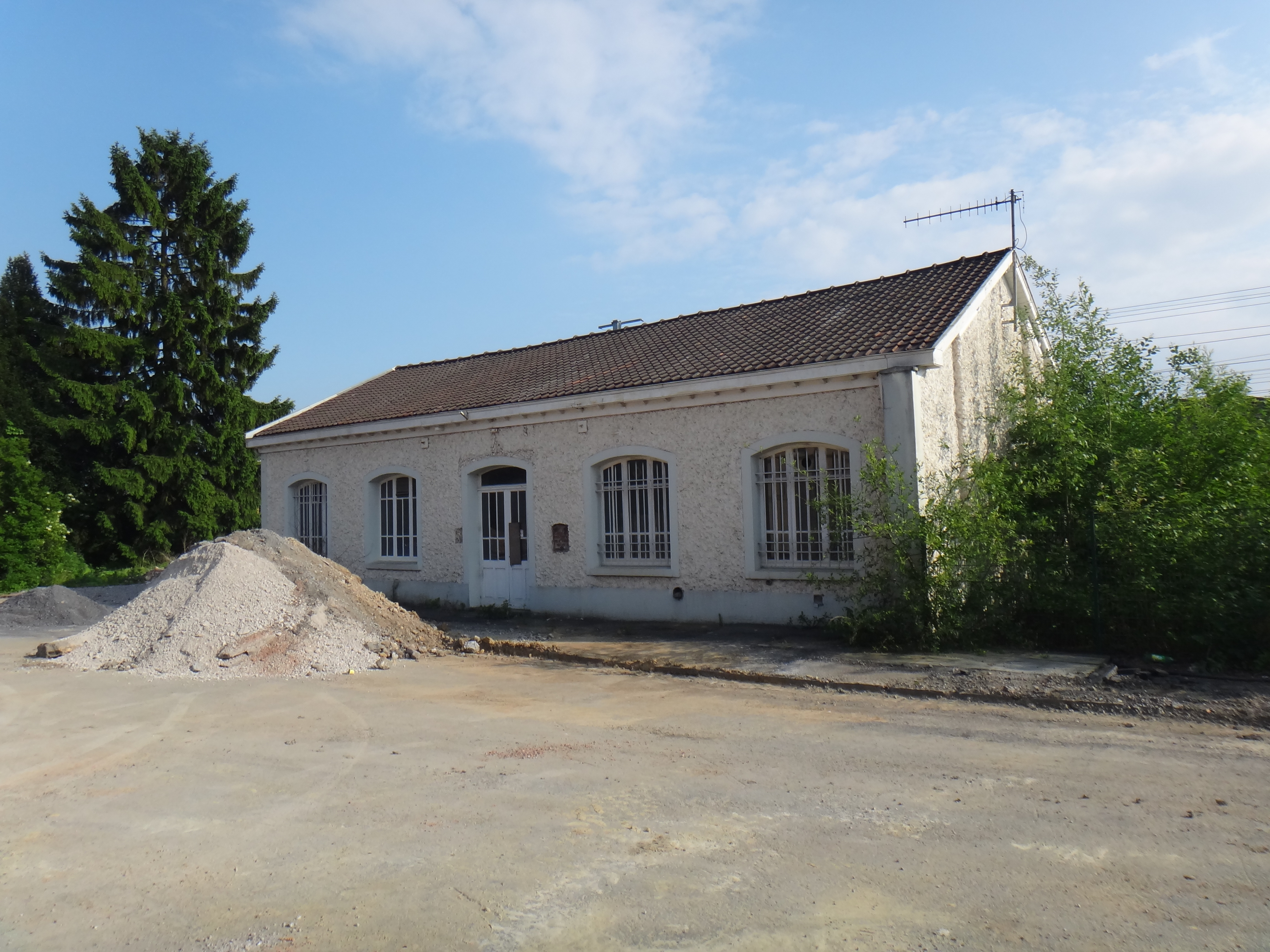